# Ritorno del figliol prodigo (Mattia Preti Palazzo Reale)
Il Ritorno del figliol prodigo è un dipinto olio su tela (206×283 cm) di Mattia Preti eseguito nel 1658 circa e conservato presso il palazzo Reale di Napoli.

## Storia e descrizione
Non si hanno notizie certe sulla tela: di certo si sa che questa è appartenuta alla raccolta del marchese Torlonia, presso il quale è rimasta fino al 1802. Domenico Venuti, emissario per la casa dei Borbone con l'incarico di acquistare opere d'arte utili ad arricchire le collezioni reali napoletane, acquistò l'opera dalla collezione Torlonia nel 1802, assieme ad altri trentotto dipinti, di cui tre di Mattia Preti (il Ritorno del figliol prodigo appunto, l'Andata al Calvario oggi a Capodimonte e l'Ecce Homo oggi al museo di Chantilly).
La tela racchiude in sé sia l'influenza caravaggesca (uso del chiaroscuro) che quella guercinesca (raffigurazioni dei personaggi) che quella veneziana (passaggi rapidi delle pennellate e l'atmosfera complessiva della rappresentazione, con l'uso delle architetture e di elementi sfumati nello sfondo e nel cielo), assimilate dal Preti durante la sua carriera, dimostrando di aver raggiunto in questi anni la piena maturità artistica. Dello stesso soggetto esistono molteplici versioni, tant'è che quella del figliol prodigo risulta una delle storie più rappresentate nella carriera del pittore. Tra tutte, databili sempre allo stesso periodo napoletano, vi sono una già in collezione Carafa di Maddaloni, oggi al Museo nazionale di Capodimonte, una al museo di Le Mans, e un'altra alla Pinacoteca di Reggio Calabria. Tuttavia a differenza di queste ultime tre, nella versione di Palazzo Reale, il taglio ravvicinato della composizione così come l'uso del chiaroscuro e della luce, predominante nelle cromie grigie-argentee e arancio equilibrate sulle basse tonalità mediante il bianco del panno che il padre e la nutrice porgono al figlio, quest'ultimo raffigurato col busto in piena torsione, virtuosismo plastico tipico della pittura pretiana, utilizzato per dare più profondità e ampiezza alla raffigurazione, pongono la tela ad un livello qualitativo superiore.
Il quadro si ispira alla parabola del figlio prodigo contenuta nella Bibbia, dell'evangelista Luca (c.15, v.11-32), anche ricordata come "Parabola del Padre misericordioso". La scena ritratta raffigura la conclusione della vicenda biblica, ovvero il perdono del padre nei confronti del figlio pentito della propria condotta sperperante. Il giovane, che appare svestito in primo piano nella scena, invoca il perdono da parte del padre, che a sua volta accoglie il figlio con un gesto amorevole e quasi protettivo. Infatti, l'anziano signore, aiutato dalla vecchia nutrice, si accinge a vestire il figlio pentito, su cui è visibile anche una lacrima in volto, mentre un fanciullo sulla sinistra tiene una sedia sulla quale far poggiare il ragazzo ed un'altra sulla destra invece sorregge altri indumenti da destinare sempre a lui. Sullo sfondo, infine, alcune figure dei servi (di cui uno con un bue), leggermente percettibili nella penombra, osservano la scena.